# Cornus alternifolia
Cornus alternifolia là một loài thực vật có hoa trong họ Cornaceae. Loài này được L.f. miêu tả khoa học đầu tiên năm 1782.